# سوريش فرناندو
سوريش فرناندو (7 يونيو 1986 - ) هو لاعب كريكت سريلانكي.